# 山本理显
山本理显（日语：／ Yamamoto Riken，1945年4月15日—）是一位日本建筑师，现居日本横滨市，曾任工学院大学与横滨国立大学教授。日本建筑师学会（JIA）注册建筑师。

## 生平
1945年出生于北京特別市，第二次世界大战后随父母返回日本。1968年获得日本大学建筑学科学士学位，1971年获得东京艺术大学大学院硕士学位。之后在东京大学生产技术研究所担任研究员，师从原廣司。1973年建立山本理显设计工厂。2002年担任工学院大学教授。2007年担任橫濱國立大學大学院教授。2011年担任橫濱國立大學大学院客座教授、日本大学大学院特任教授。2018年-2021年间担任名古屋造形大学校长。2022年担任东京艺术大学客座教授。

## 荣誉
- 1987年获得第39届日本建筑学会奖
- 2001年获得日本艺术院奖
- 2002年获得第54届日本建筑学会奖
- 2024年获得普利兹克奖，是第53位获奖者，也是第9位获此奖项的日本建筑师[2][3]

## 事件

### 天津图书馆外立面改造事件
2012年，天津市文化中心新天津图书馆在未征得山本理显同意的情况下、因政府官员个人意愿而更改建築外立面的事件，引起山本理显的憤怒，并说这是在他的建筑生涯中这是第一次遇到，是对建筑师极大的不尊重。

### 大阪·关西世博会争议

#### 事件起因
自2023年起，针对2025年4月开幕的大阪·关西世博会，山本理显持续通过个人社交媒体及专业期刊发声质疑。例如他曾指出：「（世博会）表面上宣扬可持续发展，实际预算却过度倾斜于标志性展馆建设，这种矛盾暴露了公共项目的决策断层。」（《新建築》2024年1月号）上述质疑的矛头所指，正是本届世博会会场设计总策划——藤本壮介。世博会主会场的环形结构需消耗大量木材，但官方从未公开采购来源。使用木材时，协助森林生态再生是基本伦理，可他们连「木材取自何处？是否损害原产地？」都避而不谈。更严重的是，在预算失控的背景下，环形结构与整体会场规划已陷入混乱。

#### 个人观点
山本理显认为，尽管藤本壮介在X（原推特）宣称「施工进展顺利」，但作为公共项目主导者，他该做的不是发个人动态，而是召开记者会、提交详实报告来履行问责义务。此外，反观本届世博会，安藤忠雄等资深建筑师挂着「高级顾问」头衔，实际决策层权责模糊——藤本壮介看似独担重任，但日本建筑师协会却无人施以援手。建筑师共同体不该抛弃同行，我们必须协助藤本尽最大努力，否则世博会将成为行业公信力的灾难。

#### 直播对谈
2024年5月，日本思想平台Genron官方YouTube频道举办题为「公共空间与建筑师的社会责任——从大阪世博会争议出发」的学术对谈。山本理显与藤本壮介围绕世博会环形结构（リング）的生态伦理争议、公共项目透明度缺失及建筑师职业伦理等议题展开对话。该对谈因直面日本建筑界代际理念冲突，山本理显由此援引1970年大阪世博会（丹下健三）与当代案例对比分析。

## 设计作品

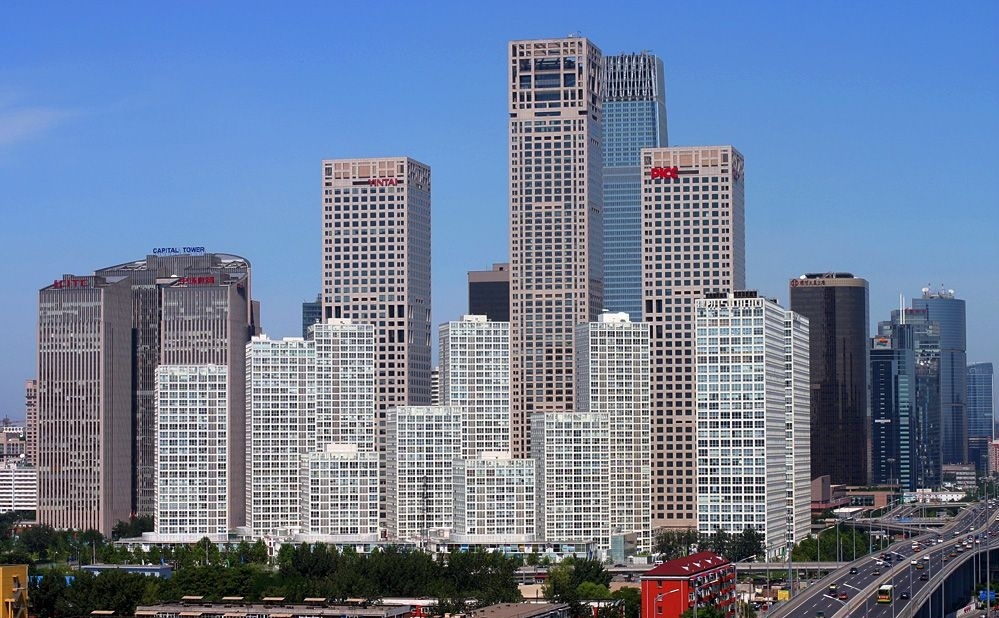
建外SOHO
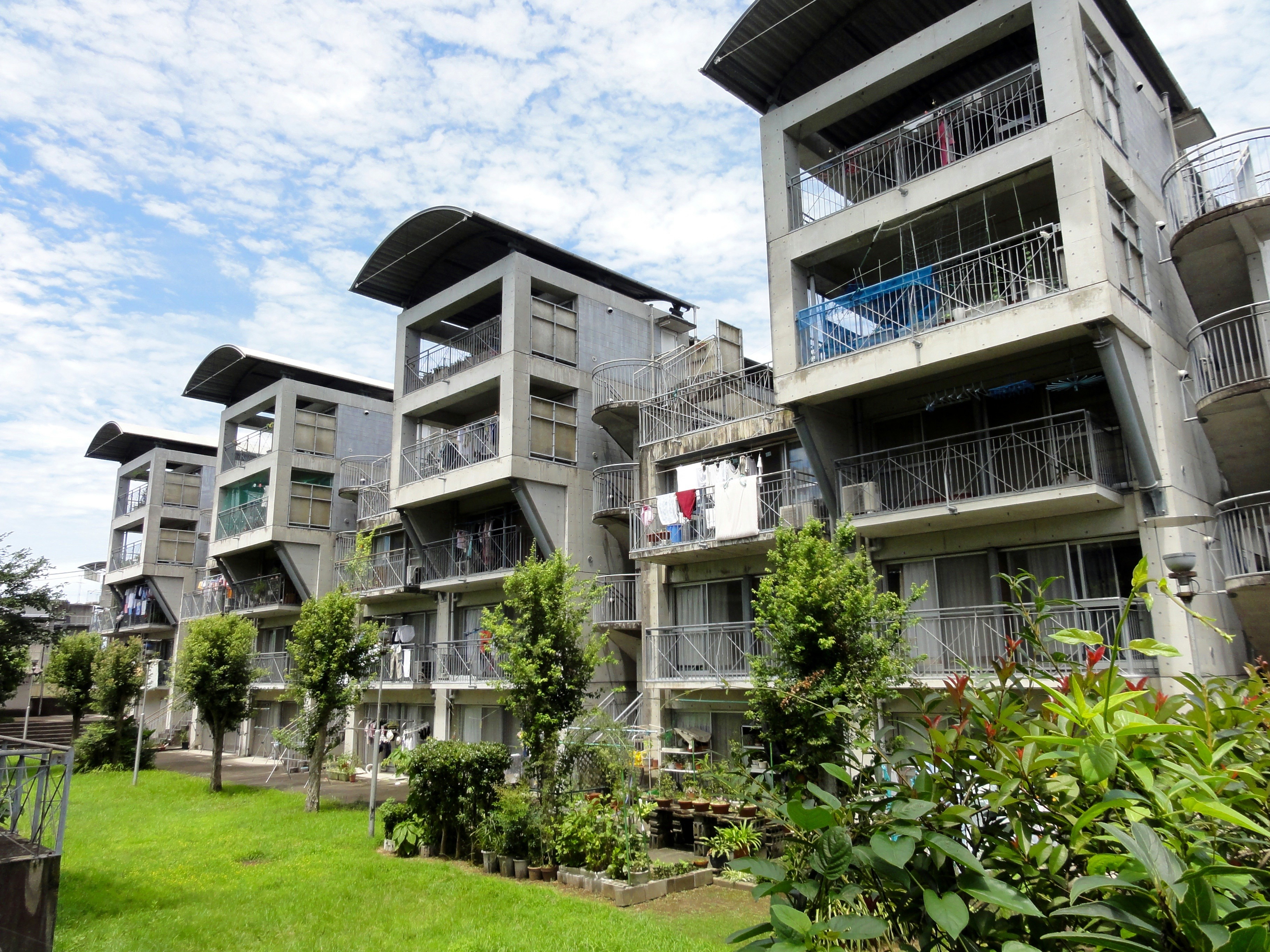
熊本县营保田洼第一团地
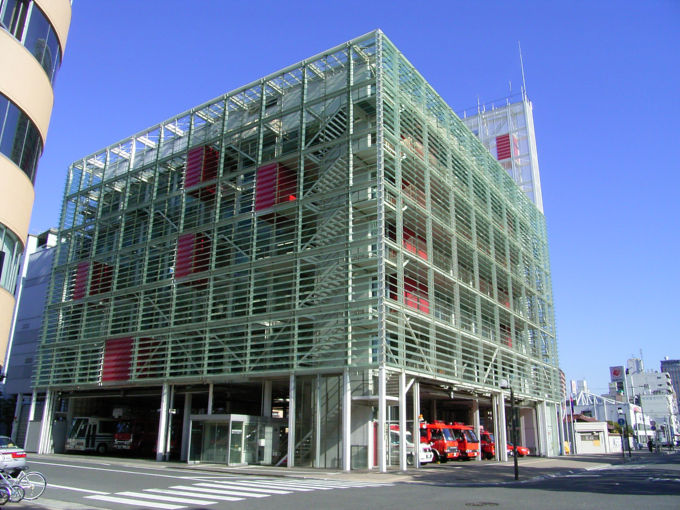
广岛西消防署
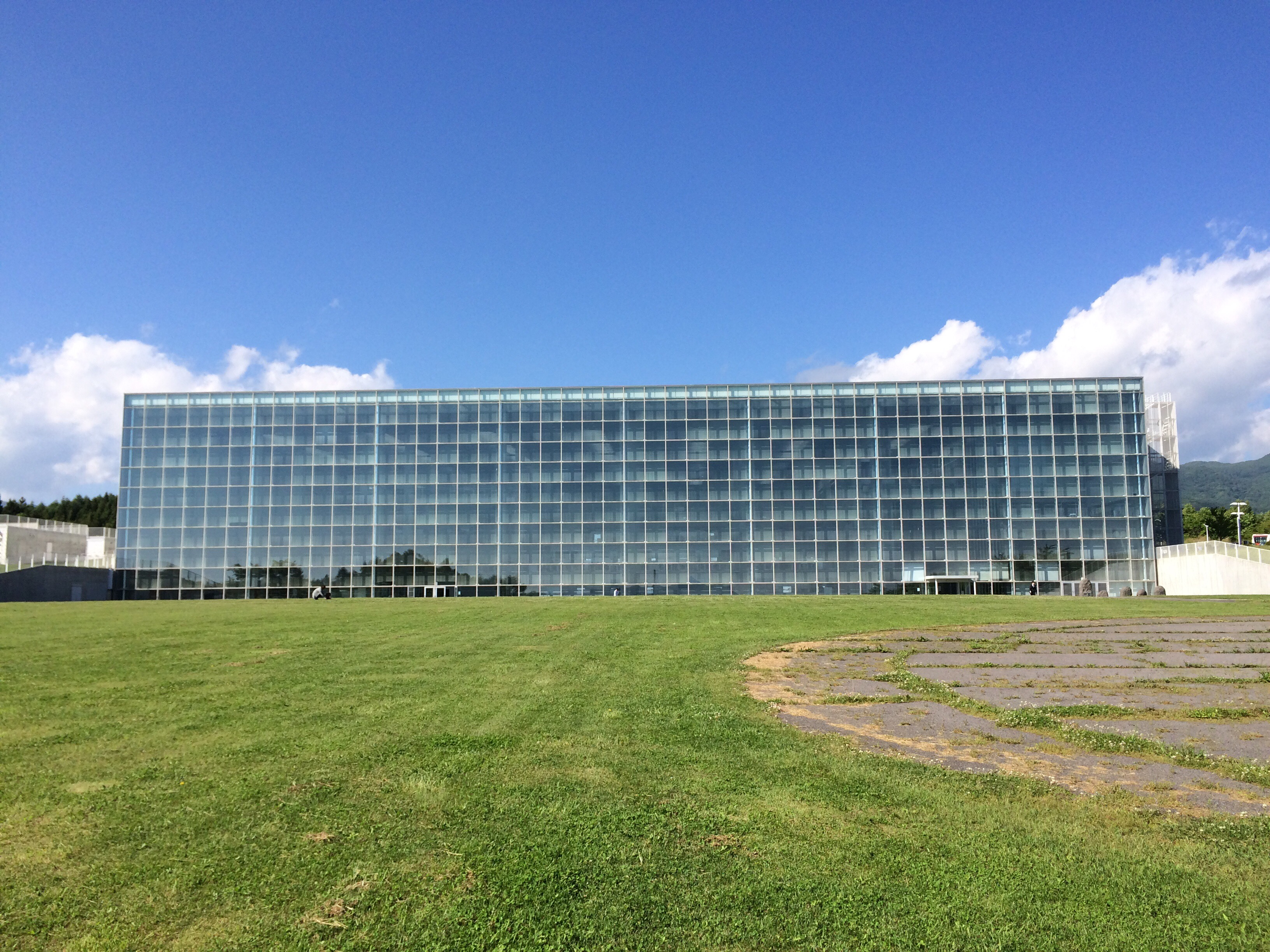
公立函館未來大學
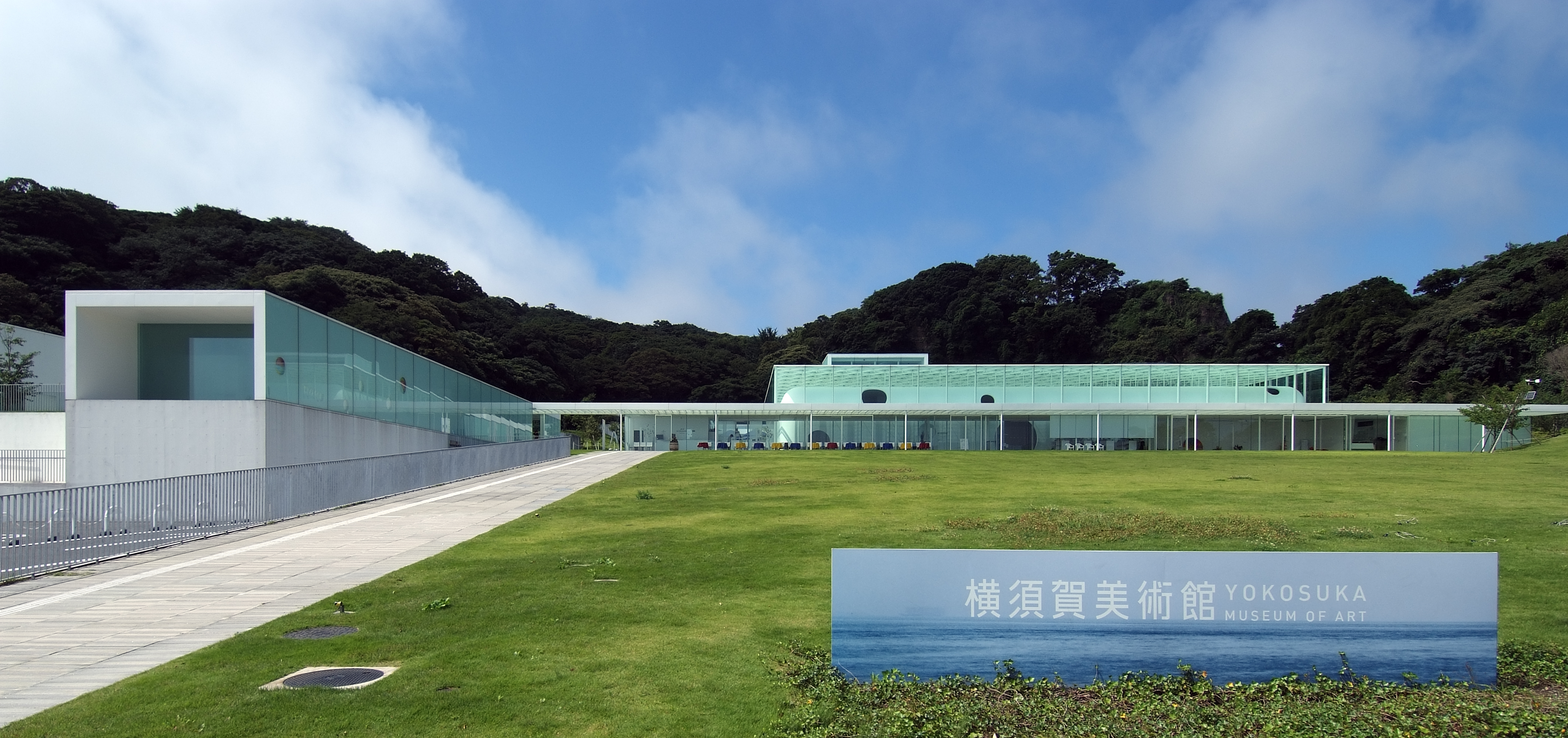
橫須賀美術館
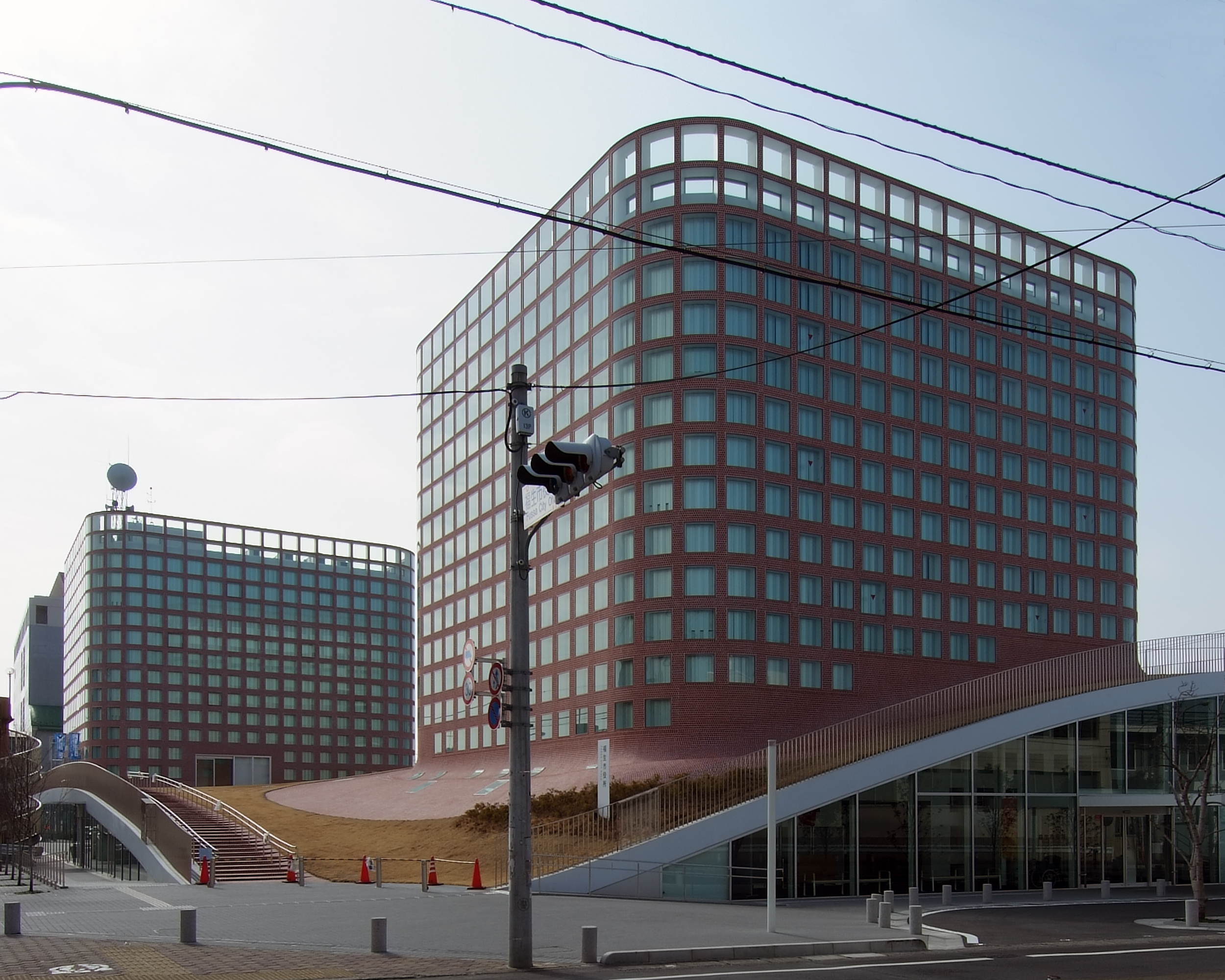
福生市政厅
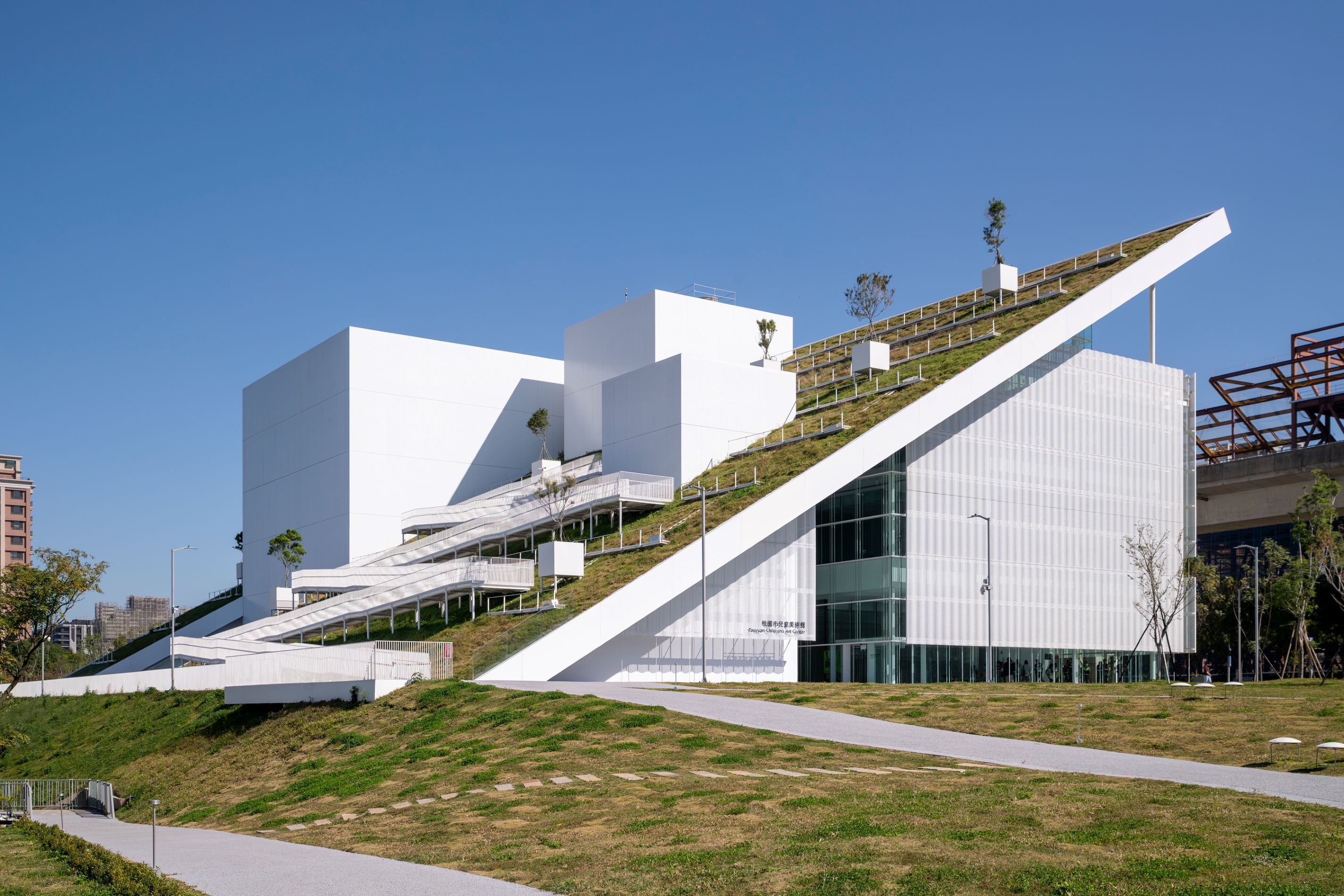
桃園市兒童美術館